# Ixtenco
Ixtenco est située dans la municipalité d'Ixtenco, au sud-est de l'État mexicain de Tlaxcala. Il s'agit d'une communauté traditionnelle otomi, qui a conservé sa base économique agricole et ses diverses traditions. Le point de repère principal de la ville est la paroisse de San Juan Bautista et la municipalité contient les restes des haciendas de l'époque coloniale.